# 萊翁三世
萊翁三世（羅馬化：Levon III，約1236年—1289年），有時稱作「萊翁二世」（Levon II），是奇里乞亞亞美尼亞國王，1269年或1270年至1289年在位。他是海屯一世與伊莎貝拉女王的兒子，屬於海屯王朝的成員。

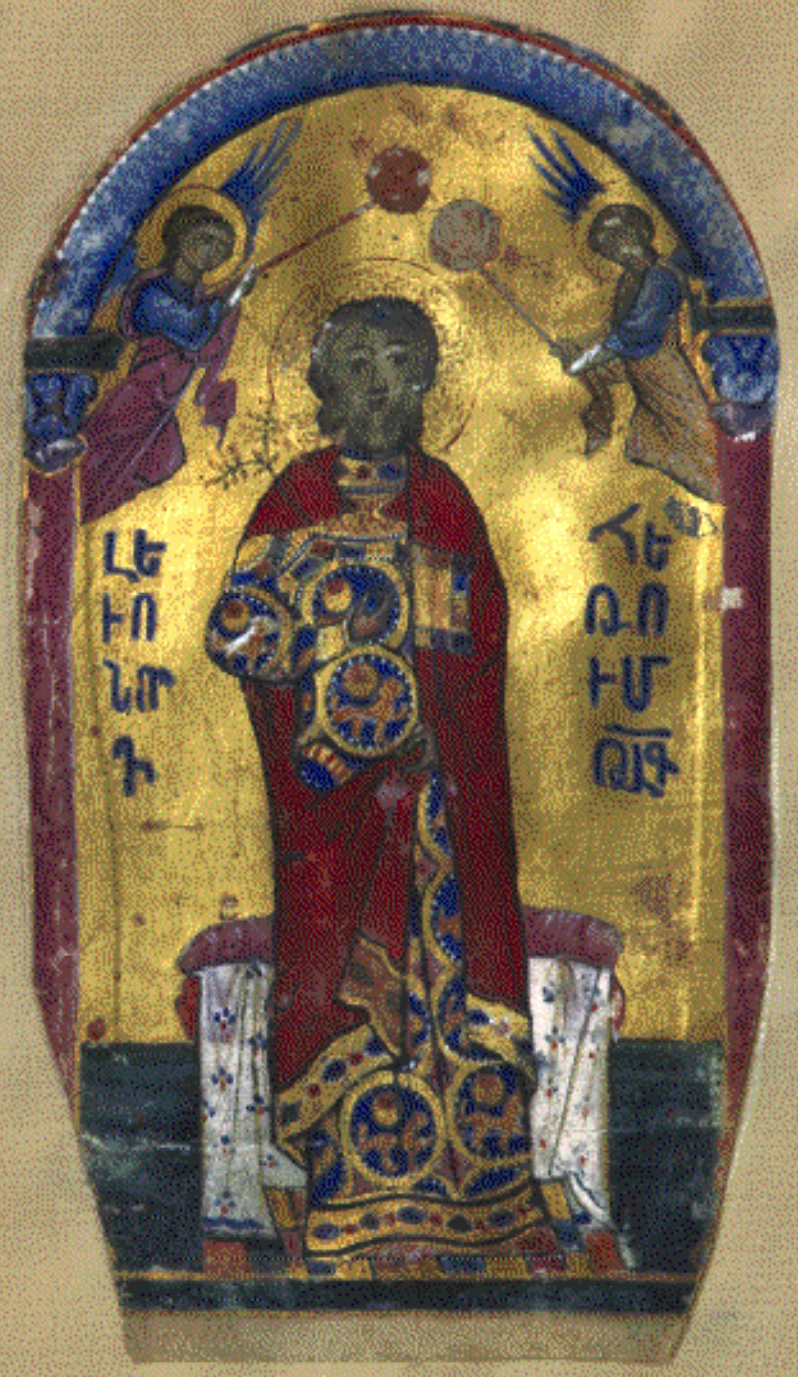
萊翁三世

萊翁三世的五個兒子，海屯二世、索羅斯三世、斯姆巴特、君士坦丁三世以及奧尋先後登上亞美尼亞王位。